# Pseudonapomyza pallidinervis
Pseudonapomyza pallidinervis este o specie de muște din genul Pseudonapomyza, familia Agromyzidae, descrisă de Zlobin în anul 2002. Conform Catalogue of Life specia Pseudonapomyza pallidinervis nu are subspecii cunoscute.